# طوف ماهیخوار
طوف ماهیخوار روستایی از توابع بخش مرکزی شهرستان جم استان بوشهر در جنوب ایران.

## جمعیت
این روستا در دهستان جم قرار دارد و بر اساس سرشماری سال ۱۳۸۵ جمعیت آن ۲۰۶ نفر (۴۱ خانوار) بوده‌است. در سال ۱۳۹۵ جمعیت آن ۱۴ نفر می‌باشد.